# Předslav

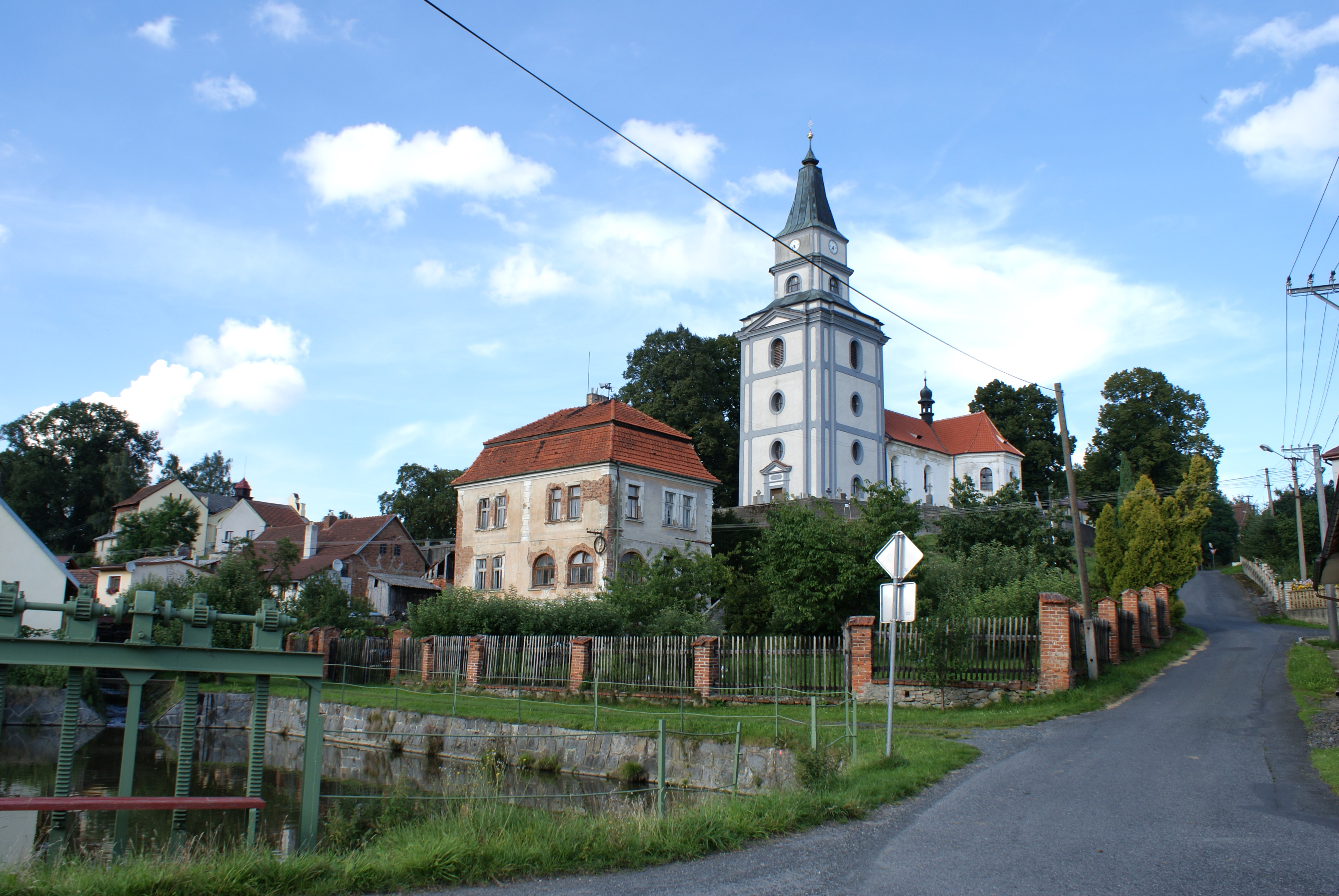
Kirche des hl. Jakobus und Philippus

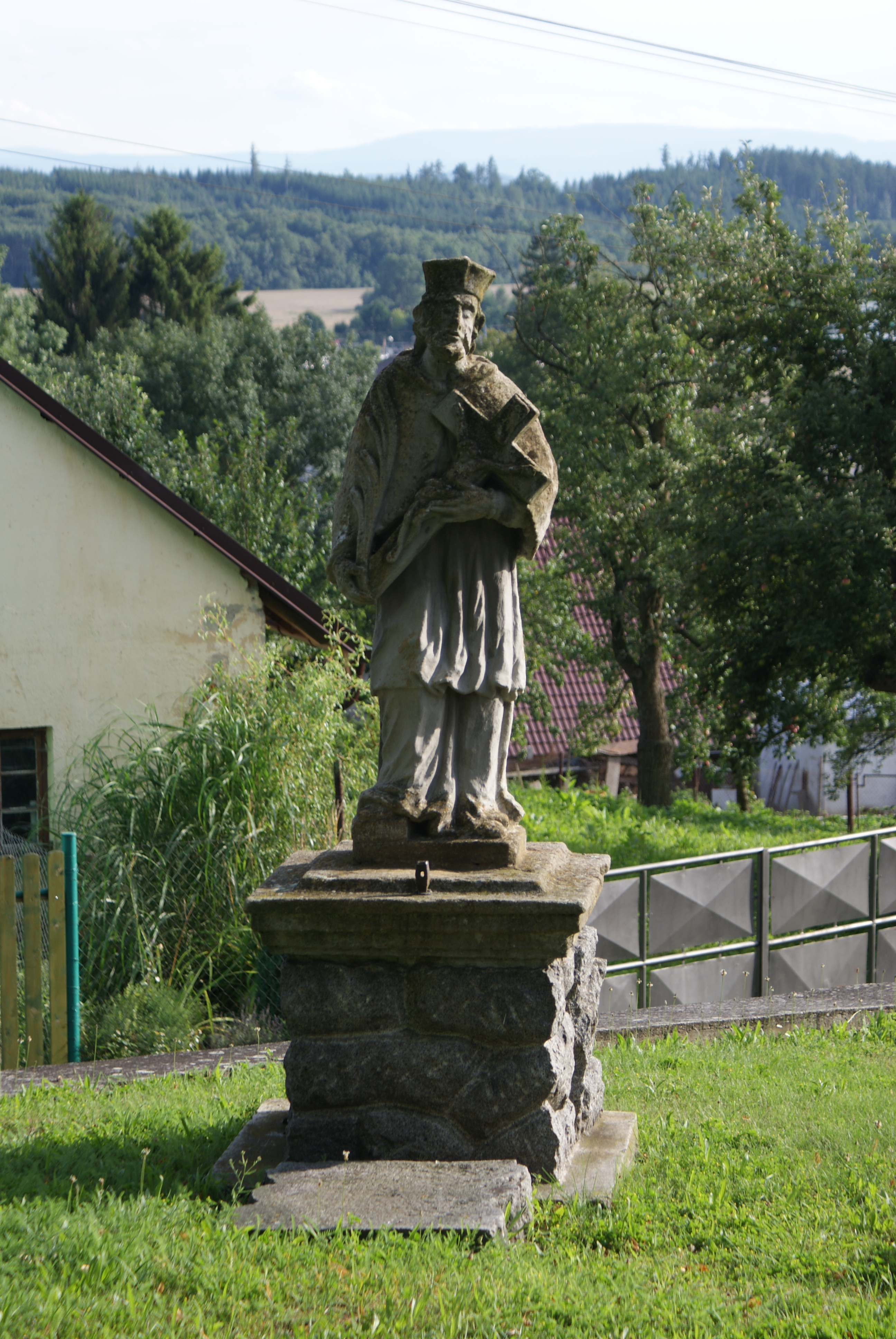
Statue des hl. Johannes von Nepomuk

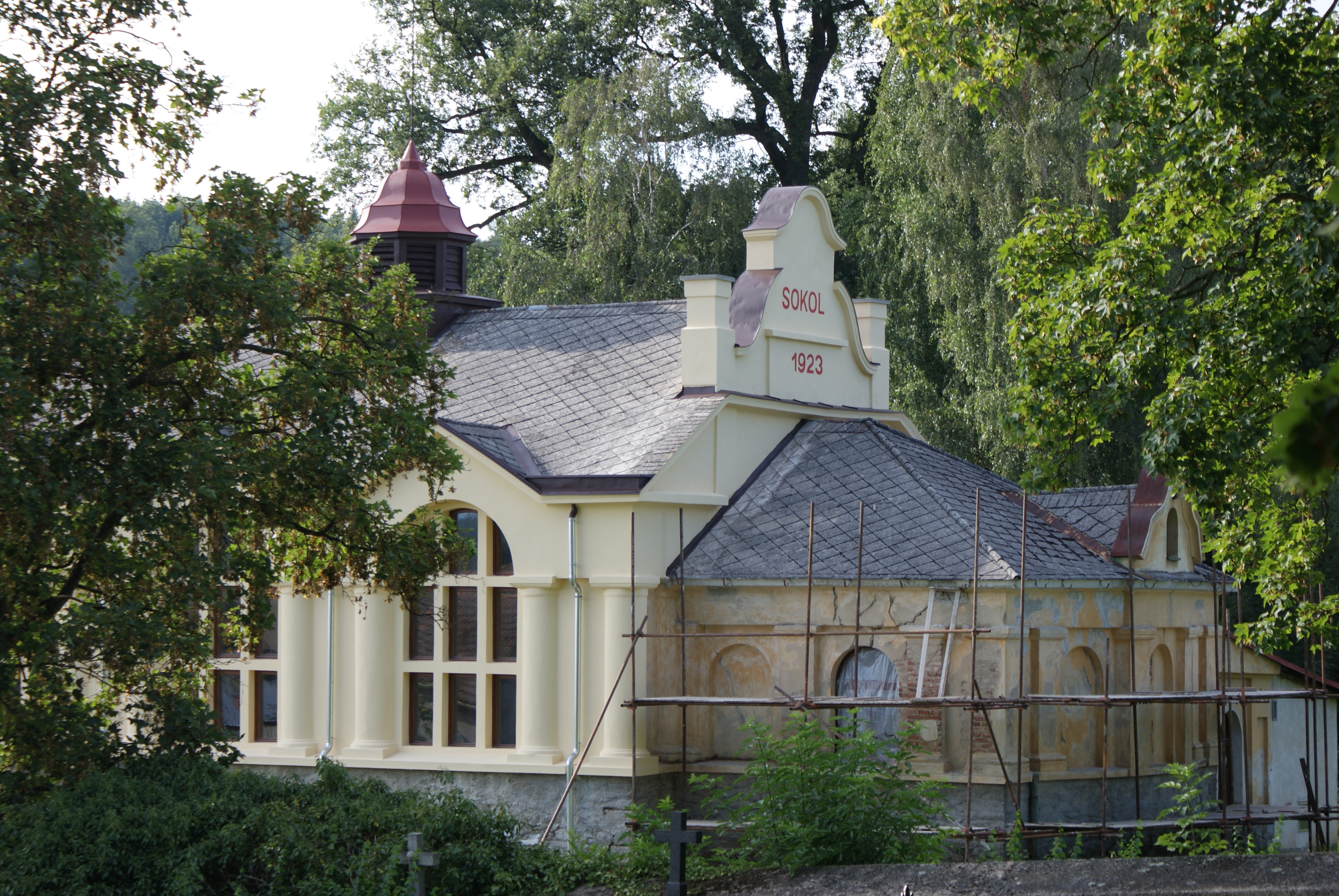
Sokolovna, errichtet 1923 anstelle der Feste Předslav

Předslav (deutsch Pschedslaw, früher Predslaw) ist eine Gemeinde in Tschechien. Sie liegt acht Kilometer nordöstlich von Klatovy und gehört zum Okres Klatovy.

## Geographie
Předslav befindet sich rechtsseitig des Baches Měcholupský potok im Schwihauer Bergland (Švihovská vrchovina). Nördlich erheben sich die Ošupaná (561 m) und der Hájek (476 m), im Nordosten der Ptín (573 m), östlich der Chlum (481 m) sowie im Nordwesten die Úlehle (551 m). Durch Předslav führt die Straße II/117 zwischen Ostřetice und Blovice.
Nachbarorte sind V Hájku, Hráz, Třebýcina, Mečkov und Malinec im Norden, Nedaničky, Trní, Cihelna und Bíluky im Nordosten, Makov im Osten, Měcholupy im Südosten, Újezdec, Bolešiny und Ostřetice im Süden, Předslavský Mlýn, Chaloupky, Makalovy und Točník im Südwesten, Vícenice und Otín im Westen sowie Vosí und Těšnice im Nordwesten.

## Geschichte
Erstmals schriftlich erwähnt wurde das Dorf Předslav mit der Pfarrkirche im Jahre 1352 als Besitz des Jeník von Předslav. Jedoch sind beide wesentlich älter. Da das ehemalige Hauptportal der Kirche in die Zeit zwischen 1240 und 1250 zu datieren ist, wird angenommen, dass sie in der ersten Hälfte des 13. Jahrhunderts erbaut worden ist. Alten Überlieferungen nach soll die Kirche auf einer keltischen Opferstätte errichtet worden sein. Die Pfarre Předslav wurde im 17. Jahrhundert aufgehoben und die Kirche als Filiale der Pfarre Němčice zugeschlagen. Bis zum Beginn des 18. Jahrhunderts blieb Předslav ein eigenständiges Gut, danach entstammten die Besitzer verschiedenen regionalen Familien des niederen Adels. Zu ihnen gehörten im 15. Jahrhundert Beneš von Újezdec sowie Ondřej und Půta von Předslav. Am Übergang vom 15. zum 16. Jahrhundert gehörte das Gut Karel Říčanský, später erwarben Bavor und Anna Sádlo von Kladrubec den größten Teil des Gutes. Im Jahre 1704 erwarb Karl Albrecht Příchovský von Příchovice die Güter Mlázovy und Předslav und vereinigte sie mit Otín. 1735 kaufte Victoria von Unwerth die Güter Otín und Předslav und schloss sie an ihre Herrschaft Obitz an. Im Jahre 1788 wurde in Předslav wieder eine Pfarre eingerichtet. Im 19. Jahrhundert wurde in der Feste Předslav eine Brauerei und Brennerei betrieben. 
Nach der Aufhebung der Patrimonialherrschaften bildete Předslava / Předslaw ab 1850 eine Gemeinde im Klattauer Kreis und Gerichtsbezirk Klattau. Ab 1868 gehörte die Gemeinde zum Bezirk Klattau. Zu Beginn des 20. Jahrhunderts führte die Gemeinde den tschechischen Namen Předslava t. Předslav, seit 1924 wird Předslav verwendet. Am 1. Juli 1975 wurden Makov, Petrovičky und Měcholupy eingemeindet, zu Beginn des Jahres 1976 kam noch Němčice (mit Hůrka und Třebíšov) hinzu.

## Gemeindegliederung
Die Gemeinde Předslav besteht aus den Ortsteilen Hůrka (Hurka), Makov (Makow), Měcholupy (Miecholup), Němčice (Niemtschitz), Petrovičky (Klein Petrowitz), Předslav (Pschedslaw) und Třebíšov (Trebischau). Grundsiedlungseinheiten sind Makov, Měcholupy, Němčice, Petrovičky, Předslav und Třebíšov. Zu Předslav gehören außerdem die Einschichten Cihelna, Makovský Mlýn, Na Pile, Předslavský Mlýn und V Hájku.
Das Gemeindegebiet gliedert sich in die Katastralbezirke Makov u Předslavi, Měcholupy u Předslavi, Němčice u Klatov, Petrovičky u Předslavi, Předslav und Třebíšov.

## Sehenswürdigkeiten
- Die Kirche des hl. Jakobus und Philippus in Předslav wurde wahrscheinlich in der 1. Hälfte des 13. Jahrhunderts erbaut, den Überlieferungen nach auf einer keltischen Opferstätte. In den Jahren 1611, 1724 sowie 1767–1768 wurde die ursprünglich gotische Kirche umgestaltet und erweitert. Den mächtigen Kirchturm ließ 1809 der Besitzer des Gutes Otín, Jan Měchura, anbauen. Der neoromanische Hauptaltar wurde 1965 beim Brand der Kirche zerstört. Zwischen 1999 und 2005 wurde die stark verfallene Kirche saniert. Die Kirche ist von einem Friedhof umgeben und liegt am höchsten Punkt des Dorfes. Von der Kirche führt eine Lindenallee nach Otín, sie wurde zu Beginn des 18. Jahrhunderts durch Karl Albrecht Příchovský von Příchovice angelegt und wird heute auch als Palacký-Allee bezeichnet. Im Innern der Kirche befinden sich drei mittelalterliche Grabplatten, eine davon erinnert an Eva Sedlecký von Újezdec († 1560).
- Ehemalige Feste Předslav, sie stammt aus dem 14. Jahrhundert und wurde im 16. Jahrhundert im Renaissancestil umgestaltet. 1923 wurde sie für den Bau der Turnhalle des Sokol (Sokolovna) größtenteils abgebrochen. Erhalten blieben Keller und ein Teil des Turmes.
- Statue des hl. Johannes von Nepomuk auf dem Dorfplatz von Předslav
- Schloss Měcholupy, es entstand in der 2. Hälfte des 16. Jahrhunderts aus einer alten Wasserfeste. 1696 kaufte der Großprior des Malteserordens Ferdinand Ludwig Kolowrat-Libštejnský das Gut Měcholupy von den Sedlecký von Újezdec. In den Jahren 1722–1723 erfolgte ein barocker Umbau.

## Persönlichkeiten
- František Palacký heiratete am 16. Oktober 1827 in Předslav die Tochter des Otíner Gutsbesitzers Jan Měchura und Schwester des Komponisten Leopold Eugen Měchura, Terezie Měchurová (1807–1860).